# Alisha Klass
Alisha Klass (Chino, 3 gennaio 1972) è un'ex attrice pornografica statunitense.

## Biografia
Ha iniziato la carriera di attrice pornografica nel 1997 specializzandosi in sesso anale e diventando la migliore e più conosciuta collaboratrice del regista che l'aveva reclutata, Seymore Butts (Adam Glasser). La Klass possiede un tatuaggio sul fondo schiena recante la scritta Seymore Butts. Tampa Tushy-Fest Part 1, film porno del 1998 nel quale la Klass recita insieme a Chloe in una scena di "lesbian fisting", causò a Klass una denuncia per oscenità. Nel 1999 ha condotto l'edizione annuale degli AVN Awards insieme a Midori, Serenity e Robert Schimmel.
La Klass ha lavorato come ospite allo show televisivo Inside Adult di Playboy, e ha scritto una rubrica per il Club Confidential Magazine. È stata ospite di un talk show sulla radio "92.3 FM, The Beat" a Los Angeles; lo show veniva trasmesso il venerdì notte e trattava di tematiche di natura sessuale.
È apparsa anche brevemente come ballerina nel film The Center of the World nel 2001. Nel 2001 ha studiato per diventare regista alla UCLA. Ha terminato la carriera di attrice pornografica nel 2002. Dieci anni più tardi è stata inserita nella Hall of Fame dagli AVN Award.

## Riconoscimenti
- AVN Awards
  - 1999 - Best New Starlet[9]
  - 1999 - Best Anal Sex Scene per Tushy Heaven con Samantha Stylee e Sean Michaels[9]
  - 1999 - Best Group Sex Scene per Tushy Heaven con Samantha Stylee, Halli Aston, Wendy Knight e Sean Michaels[9]
  - 2000 - Best All-Girl Sex Scene per Tampa Tushy Fest con Chloe[5][10]
  - 2001 - Best Group Sex Scene (video) per Mission to Uranus con McKayla Matthews e Hakan Serbes[11]
  - 2012 - Hall of Fame - Video Branch

- XRCO Awards
  - 1998 - Best Anal/DP Scene per Behind the Sphinc Door con Tom Byron[12]
  - 1999 XRCO Award - Best Anal/DP Scene per Tushy Heaven con Samantha Stylee e Sean Michaels[12]
  - 1999 - Best Girl-Girl Scene per Tampa Tushy Fest 1 con Chloe[12]

## Filmografia
- Behind The Sphinc Door (1997)
- Seymore Butts Does Europe 1 (1997)
- Seymore Butts Does Europe 2 (1997)
- Seymore Butts Meets the Tushy Girls (1997)
- Blow Me (1998)
- Buttholes Are Forever (1998)
- Christmas Orgy (1998)
- Merry Fucking Christmas (1998)
- New Tush in Town (1998)
- Orgasmatic (1998)
- Tampa Tushy Fest 1 (1998)
- Tampa Tushy Fest 2 (1998)
- Think Sphinc (1998)
- Tushy Girls Live (1998)
- Tushy Girls Play Ball (1998)
- Tushy Girls Slumber Party (1998)
- Tushy Heaven (1998)
- Tushy Tahitian Style (1998)
- Adult Video News Awards 1999 (1999)
- Assgasms 2 (1999)
- Best of Bunghole Fever (1999)
- High From Europe (1999)
- Knocking at Heaven's Backdoor (1999)
- Las Vegas Revue '99 (1999)
- Maxed Out 18 (1999)
- Naked City Tampa Bay 1 (1999)
- Naked City Tampa Bay 2 (1999)
- Thighs Wide Open (1999)
- Tight Squeeze (1999)
- Tushy Anyone (1999)
- Tushy Con Carne 1 (1999)
- Tushy Con Carne 2 (1999)
- Amsterdam Experience 1 (2000)
- Backdoor to Buttsville 2 (2000)
- Butts Up (2000)
- Gapes of Wrath (2000)
- Las Vegas Revue 2000 (2000)
- Mission to Uranus (2000)
- Planet Max 1 (2000)
- Seymore's Squirters 2 (2000)
- Tunnelvision (2000)
- Tushy Girl Lost (2000)
- Tushy Girl Video Magazine 1 (2000)
- Only the Best of Seymore Butts 6 (2001)
- Tushy Girl Video Magazine 3 (2001)
- Tushy Girl Video Magazine 4 (2001)
- Fluffy Cumsalot, Porn Star (2002)
- Anal Princess (2003)
- Female Ejaculation Review (2003)
- More Than a Touch of Klass (2003)
- Buttfucked with Stylle (2004)
- Redheads Have More Anal Fun (2004)
- Blondes Have More Anal Fun (2005)
- Brunettes Have More Anal Fun (2005)
- I Did Her My Way (2005)
- Assians Have More Anal Fun (2006)
- Tag Team Tushy (2012)